# Sea Watch 3
El Sea Watch 3 és un vaixell de rescat de refugiats que opera al Mediterrani per l'organització Sea Watch, amb seu a Berlín. El vaixell té uns 50 m de longitud i està registrat com a iot als Països Baixos.

## Història
El vaixell va ser construït per Shimoda 211 al Japó com a proveïdor d'alta mar el 1972. El vaixell va lliurat a principis del juliol de 1973 al Petroleiro Brasileiro S. A. de Rio de Janeiro i entrà en servei amb el nom d'Alegrete. El 1982 es va vendre a la Companhia Brasileiro de Offshore del Salvador. El 1990 el vaixell es va vendre a Sunset Shipping de Douglas, a l'Illa de Man i esdevingué vaixell de seguretat. El nom del vaixell canvià a Seaboard Swift. A la segona meitat de la dècada de 1990, va ser venut diverses vegades i va canviar de nom diverses vegades. El 1999 esdevingué un vaixell de suport per a la investigació sísmica. En 2004 tornà a ser venut i a canviar de nom. El 2010, el vaixell es va vendre a Rederij Groen i es va reanomenar Furore G al final de l'any. El Rederij Groen va utilitzar el vaixell com a vaixell de suport a alta mar.
El 2015 el vaixell va ser venut a Metges Sense Fronteres, a Barcelona. Amb el nom de Dignitat I va ser utilitzat pel salvament de refugiats a la mar Mediterrània. El 2017 Sea Watch es va fer càrrec del vaixell en substitució de la petita Sea Watch 2. El juny de 2018, el vaixell va ser aturat per les autoritats de Malta al port de la Valletta, perquè suposadament no estava registrat sota la bandera holandesa. Malgrat que el problema burocràtic fou aclarit el mes de juliol, per raons polítiques s'impedí sortir al vaixell fins a l'octubre. El novembre de 2018 van iniciar una campanya conjunta els vaixells de Proactiva Open Arms, Mediterranea i Sea-Watch, que són l'Open Arms, el Mare Jonio i el Sea-Watch 3, juntament amb l'avió Moonbird per tal de prosseguir amb el rescat de refugiats al Mediterrani després d'unes setmanes en què els estats els havien impedit actuar de diverses maneres.